# Alfhausen
Alfhausen település Németországban, azon belül Alsó-Szászország tartományban. Lakosainak száma 4267 fő (2023. december 31.). Alfhausen Bersenbrück, Gehrde, Rieste, Bramsche és Ankum községekkel határos.

## Népesség
A település népességének változása:
| Lakosok száma | 594  | 694  | 758  | 3895 | 3899 | 3921 | 4108 | 4224 | 4267 |
|               | 1885 | 1925 | 1933 | 2016 | 2017 | 2019 | 2021 | 2022 | 2023 |